# Gustav Hörgren
Gustav Hörgren (geb. 5. April 1899 in Papua-Neuguinea; gest. 27. Februar 1972 in Frankfurt am Main) war ein deutscher Fußballspieler.

## Karriere

### Beginn
Gustav Hörgren wurde als Sohn eines Schweden und einer Amerikanerin in Neubritannien (damals Neupommern), Papua-Neuguinea, geboren und wuchs in Hameln auf, wo er als Torhüter beim FC Saxonia Hameln mit dem Fußballspielen begann. 1924 wechselte er zum SV Arminia Hannover. Für den Verein kam er in der vom Norddeutschen Fußball-Verband ausgetragenen Meisterschaft 1924/25 in der Bezirksliga Südhannover-Braunschweig, einer von sieben Bezirksligen als regional höchste Spielklasse zum Einsatz. In der in zwei Staffeln ausgetragenen Bezirksmeisterschaft bestritt er seine Punktspiele in der Staffel 1, aus der er mit der Mannschaft als Sieger hervorging. Das Finalspiel Südhannover-Braunschweig wurde jedoch gegen Eintracht Braunschweig, den Sieger der Staffel B, mit 0:1 verloren.

### Fortsetzung
Nach Fürth gelangt, bestritt er für die ortsansässige SpVgg Fürth in der Bezirksliga Bayern, einer von fünf regional höchsten Spielklassen – unter dem, die Meisterschaften organisierenden Dachverband, dem Süddeutschen Fußball-Verband – Punktspiele.
Für den amtierenden Süddeutschen Pokalsieger wurde er in seiner Premierensaison jeweils viermal in Punkt- und Pokalspielen eingesetzt. Damit trug er zum dritten Platz am Ende der Saison 1925/26 und zum erneuten Gewinn des Süddeutschen Pokals bei. Als Pokalsieger nahm er an der Endrunde um die Süddeutsche Meisterschaft teil, die als Zweitplatzierter hinter dem ungeschlagenen FC Bayern München, dem Sieger der Bezirksliga Bayern, abgeschlossen wurde.
Die Folgesaison verlief fast identisch, mit dem Unterschied, dass diesmal der 1. FC Nürnberg die Bezirksmeisterschaft in Bayern gewann, die SpVgg Fürth nur als Viertplatzierter, aber als erneuter Pokalsieger, an der Endrunde um die Süddeutsche Meisterschaft teilnahm und erneut als Zweitplatzierter – auch diesmal – hinter dem 1. FC Nürnberg, abschloss.
1927/28 spielte er in der Gruppe Nordbayern, neben der Gruppe Südbayern, eine von zwei Gruppen innerhalb der Bezirksliga Bayern, und ging aus ihr als Sieger hervor. Die erneut sich anschließende Endrunde um die Süddeutsche Meisterschaft wurde als Drittplatzierter abgeschlossen.
Als Zweitplatzierter der Saison 1928/29 war er mit seiner Mannschaft für die in zwei Gruppen unterteilte Endrunde um die Süddeutsche Meisterschaft qualifiziert. Unter acht teilnehmenden Vereinen der Gruppe Südost setzte er sich mit seiner Mannschaft – mit sechs Punkten Vorsprung – deutlich durch und gewann am 2. Juni 1929 das Entscheidungsspiel Dritter Teilnehmer an der Deutsche Meisterschaft mit 2:0 gegen den FSV Frankfurt, dem Sieger der Gruppe Nordwest.
Aus der Saison 1929/30 erneut als Nordbayerischer Meister hervorgegangen, belegte er mit seiner Mannschaft in der Endrunde um die Süddeutsche Meisterschaft erneut den zweiten Platz, diesmal hinter Eintracht Frankfurt.
Aufgrund der erreichten Erfolge war die SpVgg Fürth viermal für die Endrunde um die Deutsche Meisterschaft qualifiziert, Hörgren kam 1925/26 in vier und 1926/27 in drei Endrundenspielen zum Einsatz. Sein Debüt gab er am 16. Mai 1926 beim 5:0-Achtelfinal-Sieg über den FC Viktoria Forst. Nach dem erfolgreichen Viertelfinale gegen den Breslauer SC 08 und dem erfolgreichen Halbfinale gegen Holstein Kiel erreichte er das Finale, das am 13. Juni 1926 im Frankfurter Waldstadion vor 40.000 Zuschauern gegen Hertha BSC mit 4:1 gewonnen wurde. Gegen diesen Verein schied er 1926/27 nach drei absolvierten Spielen im Halbfinale aus dem Wettbewerb aus.
Während seiner Vereinszugehörigkeit bestritt er für die SpVgg Fürth 18 Punktspiele, fünf Pokalspiele und sieben Endrundenspiele um die Deutsche Meisterschaft; ab der Saison 1928/29 wurde er nach und nach von Hans Neger aus dem Tor verdrängt.

### Ende
Nach dem Ende seiner aktiven Fußballerkarriere verblieb er noch neun Jahre in Fürth und spielte für die Alte Herren-Mannschaft der SpVgg Fürth, ehe er in seine Geburtsstadt zurückkehrte. Dort trainierte er von 1946 bis 1948 die SpVgg Hameln 07; später ließ er sich in Frankfurt am Main nieder wo er 1972 verstarb.

## Erfolge
- Deutscher Meister 1926, 1929 (ohne Einsatz)
- Nordbayerischer Meister 1928, 1929, 1930
- Süddeutscher Pokal-Sieger 1926, 1927